# Josiane Serre
Pour les articles homonymes, voir Serre.
Josiane Serre, née Heulot le 17 décembre 1922 à Lyon et morte le 11 octobre 2004 à Paris, est une universitaire chimiste française, dernière directrice de l'École normale supérieure de jeunes filles, puis directrice par intérim de l'École normale supérieure de la rue d'Ulm, à Paris. 

## Biographie

### Jeunesse et formation
Josiane Heulot naît le 17 décembre 1922 à Lyon. Elle obtient les baccalauréats ès lettres et ès sciences en 1940, puis est élève de classe préparatoire au lycée Fénelon. Après une période de maladie, elle entre en 1944 à l'École normale supérieure de jeunes filles,. Elle est reçue à l'agrégation féminine de physique (1948),,, et docteure en chimie.

### Carrière professionnelle
Elle travaille d'abord en chimie organique, à l'École normale supérieure de la rue d'Ulm. Elle mène des recherches sur les dérivés terpéniques. À la suite d'un grave accident de laboratoire (où elle manque de perdre l'usage d'une main) en janvier 1952,  elle se convertit dans la chimie  quantique , au sein de l’Institut du radium dirigé par Bernard et Alberte Pullman et Gaston Berthier,. Ses recherches concernent les composés acétyléniques.
Après deux années dans l'enseignement secondaire en lycée, elle intègre l'enseignement supérieur en 1950, à l'École normale supérieure de jeunes filles,. Elle est successivement assistante, maître de conférences (1961-1972), professeure, sous-directrice (1969-1974) et enfin directrice de l'École normale supérieure de jeunes filles (1974-1987). C'est sous son impulsion que l'École normale de jeunes filles fusionne avec l'École normale supérieure de la rue d'Ulm. Cette fusion des deux écoles a lieu en 1985, ; les quelques années suivantes sont marquées par la transition. De 1988 à 1991, Josiane Serre est dans l'équipe de direction de l'ENS mixte.

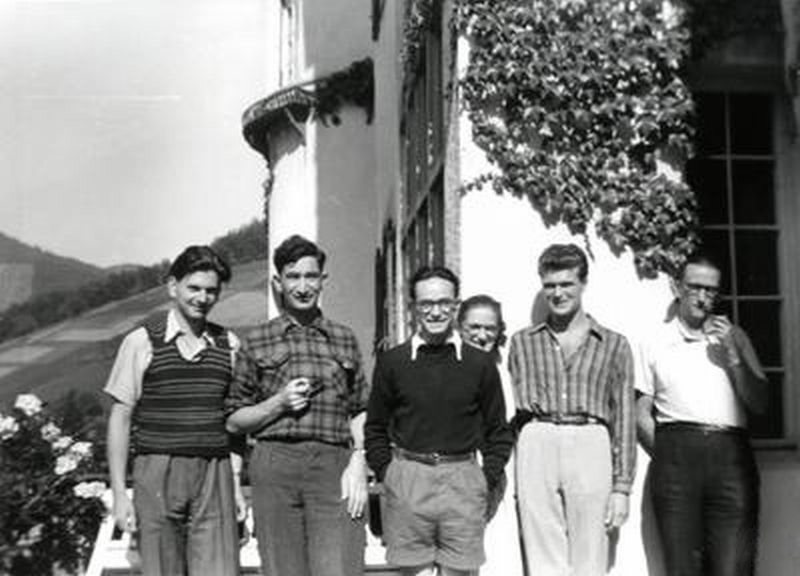
De gauche à droite : René Thom, Jean Arbault, Jean-Pierre Serre, Josiane Serre, Jean Braconnier, Georges Reeb à l'Institut de recherches mathématiques d'Oberwolfachen 1949.

En 1986, dans un rapport remis au Premier ministre, elle préconise l'élargissement du recrutement des grandes écoles.
Après le décès en 1989 de Georges Poitou, directeur de la nouvelle ENS mixte, elle assure l'intérim comme administratrice provisoire pendant une année, en 1989-1990 ; elle est la première femme à occuper ce poste. La même année, elle est nommée au Comité national d'évaluation des établissements publics à caractère scientifique, culturel et professionnel.
En 1991, elle est nommée au cabinet du ministre de l'Éducation nationale, Lionel Jospin, où elle est chargée des instituts universitaires de formation des maîtres (IUFM), nouvellement institués.

### Famille
Josiane Serre épouse le mathématicien Jean-Pierre Serre, le couple a une fille, Claudine Monteil, diplomate et femme de lettres.

### Mort
Elle meurt le 11 octobre 2004 à Paris. 

## Engagements
Josiane Serre incite les élèves de l'ENSJF à ne pas se limiter et briguer les mêmes postes universitaires que leurs pendants masculins. Elle a également élargi les postes accessibles après l'ENSJF, notamment vers les grands corps techniques de l’État français et vers des postes à l'international.

## Articles
- Josiane Serre, « De l'École normale de professeurs femmes (« Sèvres ») à l'ENS de jeunes filles : 1881-1985 », Bulletin de la Société des amis de l'ENS, 164, 1985, p. 13-20[7].